# 今宮神社 (京都市)
今宮神社（いまみやじんじゃ）は、京都市北区紫野今宮町にある神社。社格は旧府社。別名「玉の輿（たまのこし）神社」とも呼ばれる。京都市北区・上京区において大きな氏子区域を持ち、祭礼の規模が比較的大きな神社として知られている。

## 祭神
- 大己貴命（おおなむちのみこと）
- 事代主命（ことしろぬしのみこと）
- 奇稲田姫命（くしなだひめのみこと）

## 歴史
現在の今宮神社がある土地には、延暦13年（794年）の平安遷都以前から疫神スサノオを祀る社（現・摂社疫神社）があったとされる。平安遷都後にはしばしば疫病や災厄が起こり、神泉苑、上御霊神社、下御霊神社、八坂神社などで疫病を鎮めるための御霊会が営まれた。正暦5年（994年）にも都で大規模な疫病が流行ったため、朝廷は神輿2基を造って当地で祀られていた疫神を乗せ、船岡山に安置し、音楽奉納などを行った後、疫災を幣帛に依り移らせて難波江に流した。民衆主導で行われたこの「紫野御霊会」が今宮祭の起源とされ、京都の他の都市祭礼と同じく災厄忌避を祈願する御霊会として始まった。
長保3年（1001年）にも疫病が流行したことから、朝廷は疫神を船岡山から移し、疫神を祀った社に神殿・玉垣・神輿を造らせて今宮社と名付けた。大己貴命（おおなむちのみこと）、事代主命（ことしろぬしのみこと）、奇稲田姫命（くしなだひめのみこと）の三柱の神が創祀された。疫病が流行るたびに紫野御霊会が営まれ、やがて今宮社の祭礼（今宮祭）として定着して毎年5月に行われることとなった。
創祀以来、今宮社に対する朝廷・民衆・武家からの崇敬は厚く、弘安7年（1284年）には正一位の神階が与えられた。室町時代に応仁の乱が勃発すると巻き込まれてしまい、焼失したが、明応5年（1496年）に室町幕府将軍足利義澄によって社殿が再興されている。また、将軍足利義晴によって大永5年（1525年）に神輿が造替され、天文13年（1544年）には社殿が修復されている。
文禄2年（1593年）に豊臣秀吉は今宮社の御旅所を再興し、神輿1基を寄進している。
西陣の八百屋に生まれた「お玉」が江戸幕府第3代将軍徳川家光の側室となり、5代将軍綱吉の生母・桂昌院として従一位となった。このことが「玉の輿」ということわざの由来になったとの説がある。桂昌院は京都の寺社の復興に力を注いだが、今宮社に対する崇敬と西陣に対する愛郷の念が非常に強かったといい、元禄7年（1694年）には社殿の造営を行った他、御牛車や鉾を寄進し、祭事の整備や氏子区域の拡充、やすらい祭の復興など様々な施策を行った。江戸時代には社領として100石が認められている。
寛政7年（1795年）には、機業者を中心とした西陣界隈の豊富な経済力を背景に御旅所に能舞台を落成し、秋季に能の公演を行っていた。しかし、織物産業の衰退により、1970年代を最後に途絶えることとなった。
明治初年に郷社、1881年（明治14年）6月に府社に列せられている。1896年（明治29年）に社殿を焼失したが、1902年（明治35年）に再建を果たした。

## 境内
- 本殿（国登録有形文化財） - 1902年（明治35年）再建。
- 幣殿（国登録有形文化財） - 1902年（明治35年）再建。
- 本殿築地塀 - 明治時代後期の再建。
- 廻廊（国登録有形文化財） - 1902年（明治35年）再建。
- 拝所（国登録有形文化財） - 1902年（明治35年）再建。
- 神楽殿（国登録有形文化財） - 天保10年（1839年）再建。明治時代後期に改修。
- 祭器庫（国登録有形文化財） - 江戸時代後期の建立。大正時代後期に移築。
- 拝殿（国登録有形文化財） - 元禄7年（1694年）に桂昌院によって再建。弘化3年（1846年）に改修。2005年（平成17年）に「西陣の日」事業協議会から奉納された西陣織で作られた三十六歌仙の額が掲げられている。
- 阿呆賢（あほかしさん） - 神占石。
- 桂昌院のレリーフ
- 社務所
- 神輿庫（国登録有形文化財） - 大正時代後期の再建。
- 東門（国登録有形文化財） - 1881年（明治14年）再建。
- 東門築地塀（国登録有形文化財） - 1881年（明治14年）再建。
- 神馬舎
- 手水舎（国登録有形文化財） - お玉の井と呼ばれる。元禄7年（1694年）に桂昌院によって再建。
- 絵馬舎（国登録有形文化財） - 寛政12年（1800年）再建。
- 楼門廻廊（国登録有形文化財） - 1926年（大正15年）建立。
- 楼門（国登録有形文化財） - 1926年（大正15年）建立。
- 今宮幼稚園 - 1930年（昭和5年）に境内に設立された。全国神社保育団体連合会に所属し、「鎮守の森を保育の庭に」を合言葉に神社教育を施している[7]。年長児は今宮祭の開催時期に御旅所を参拝する「御旅所参拝」（おたびしょさんぱい）を行う[8]。
- 境外
  - 御旅所 - 京都市上京区大宮通北大路下る若宮横町所在。
    - 鏡の間（国登録有形文化財） - 江戸時代末期再建。
    - 権殿社（国登録有形文化財） - 寛政7年（1795年）再建。
    - 神輿奉安殿（国登録有形文化財） - 1945年（昭和20年）再建。
    - 能舞台（国登録有形文化財） - 寛政7年（1795年）再建。

### 摂社
- 疫神社（国登録有形文化財） - 祭神：素戔嗚尊。1908年（明治41年）頃建立。渡廊（国登録有形文化財）・門（国登録有形文化財）・廻廊（国登録有形文化財）ともに1908年（明治41年）頃建立。

### 末社
- 織姫神社 - 祭神：栲幡千千姫命
- 八社（国登録有形文化財） - 大国社、蛭子社、八幡社、熱田社、住吉社、香取社、鏡作社、諏訪社の神を祀る。元禄7年（1694年）頃に桂昌院によって建立。
- 八幡社（国登録有形文化財） - 祭神：応神天皇、比咩大神、神功皇后。江戸時代後期の建立。
- 大将軍社（国登録有形文化財） - 祭神：牛頭天王、八大王子。大将軍八神社とも呼ばれる。元禄8年（1695年）頃に桂昌院によって建立。拝所（国登録有形文化財）元禄8年（1695年）頃に桂昌院によって建立。
- 紫野稲荷社 - 祭神：宇迦御魂命
- 織田稲荷社 - 祭神：織田信長とその家臣達。1987年（昭和62年）に現在地に移築。
- 日吉社（国登録有形文化財） - 祭神：大山咋神、大物主神。江戸時代後期建立。
- 若宮社（国登録有形文化財） - 祭神：伊弉那美神、歴代斎王の御霊、藤原薬子・藤原仲成らの御霊。元禄7年（1694年）に桂昌院によって再建。拝殿（国登録有形文化財）・門（国登録有形文化財）・透塀（国登録有形文化財）ともに元禄7年（1694年）に桂昌院によって建立。
- 地主稲荷社（国登録有形文化財） - 祭神：倉稲魂大神、猿田彦大神。天保13年（1842年）建立。拝所（国登録有形文化財）・透塀（国登録有形文化財）ともに天保13年（1842年）建立。
- 月読社（国登録有形文化財） - 祭神：月読命。1910年（明治43年）建立。拝所（国登録有形文化財）・透塀（国登録有形文化財）ともに1910年（明治43年）建立。
- 宗像社（国登録有形文化財） - 祭神：多紀理姫命、湍津姫命、市杵島姫命。元禄7年（1694年）頃に桂昌院によって建立。

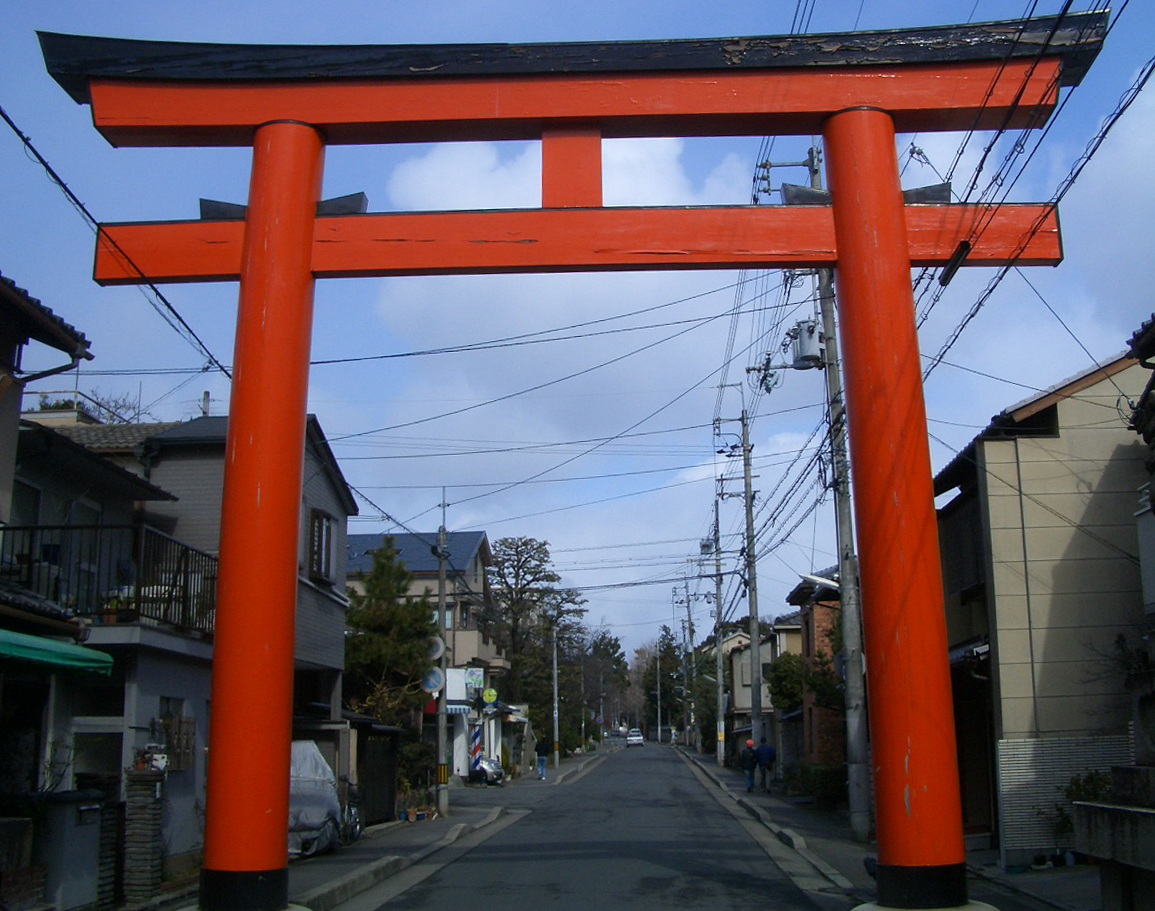
鳥居
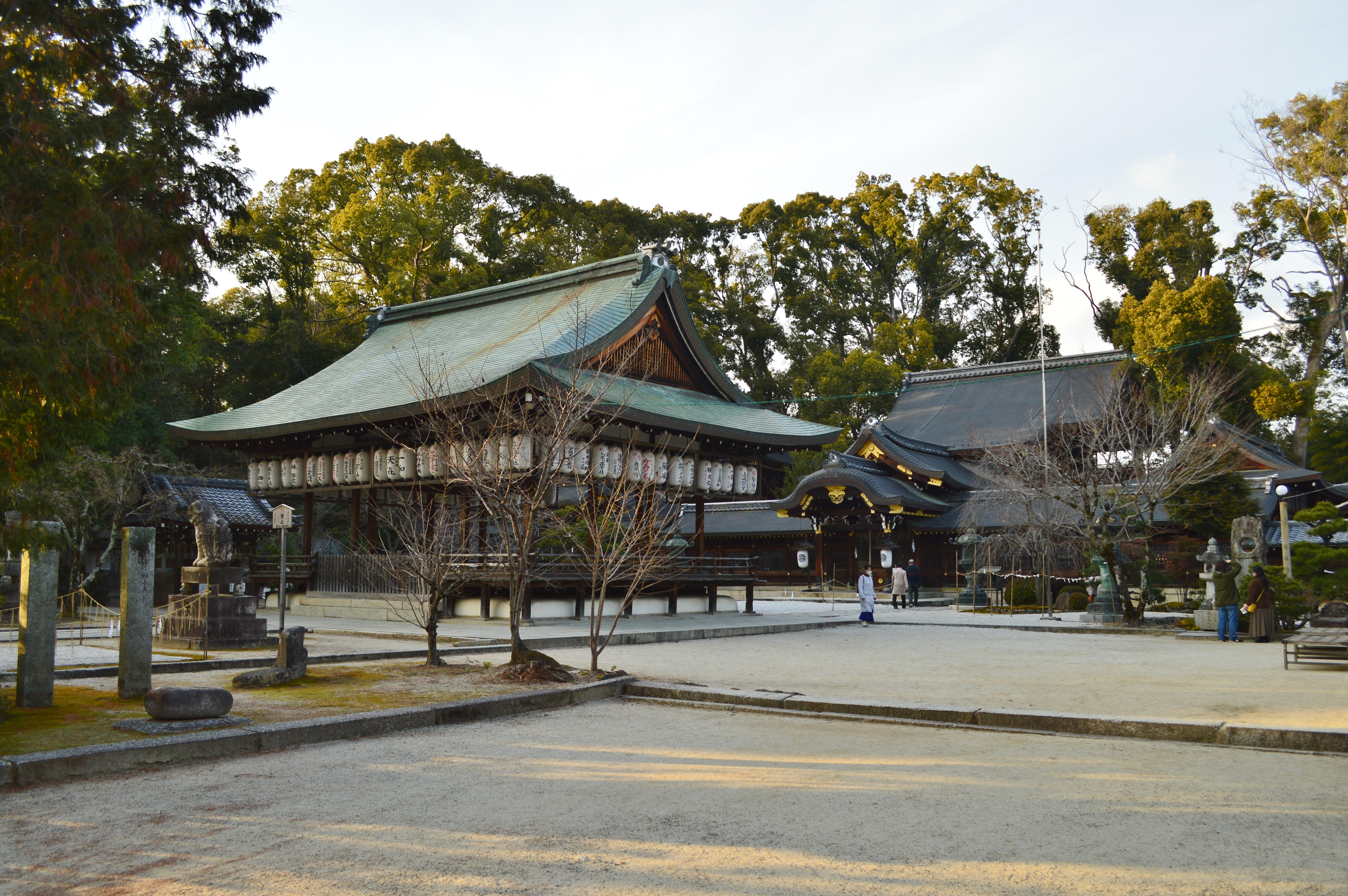
境内
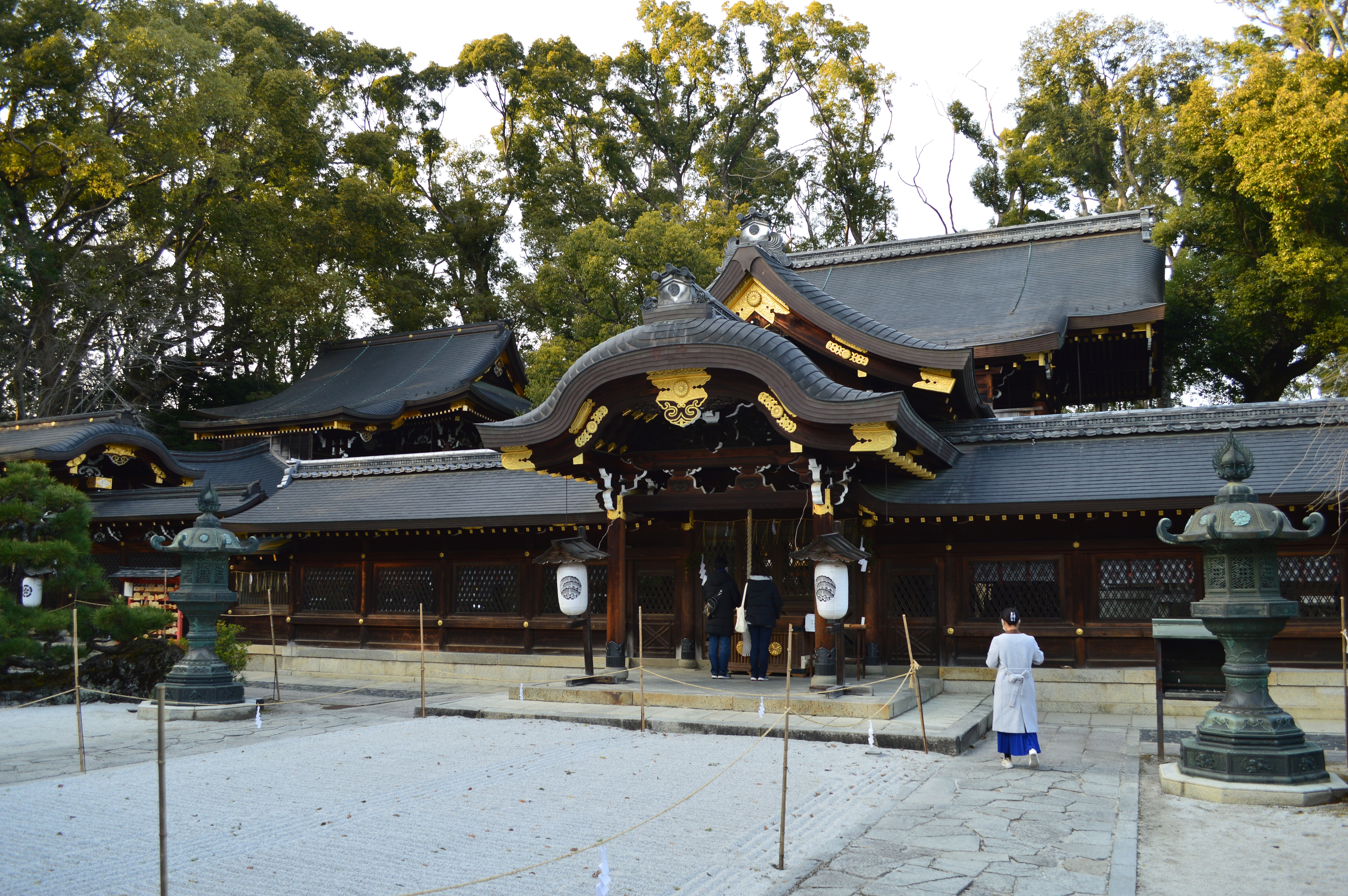
本殿
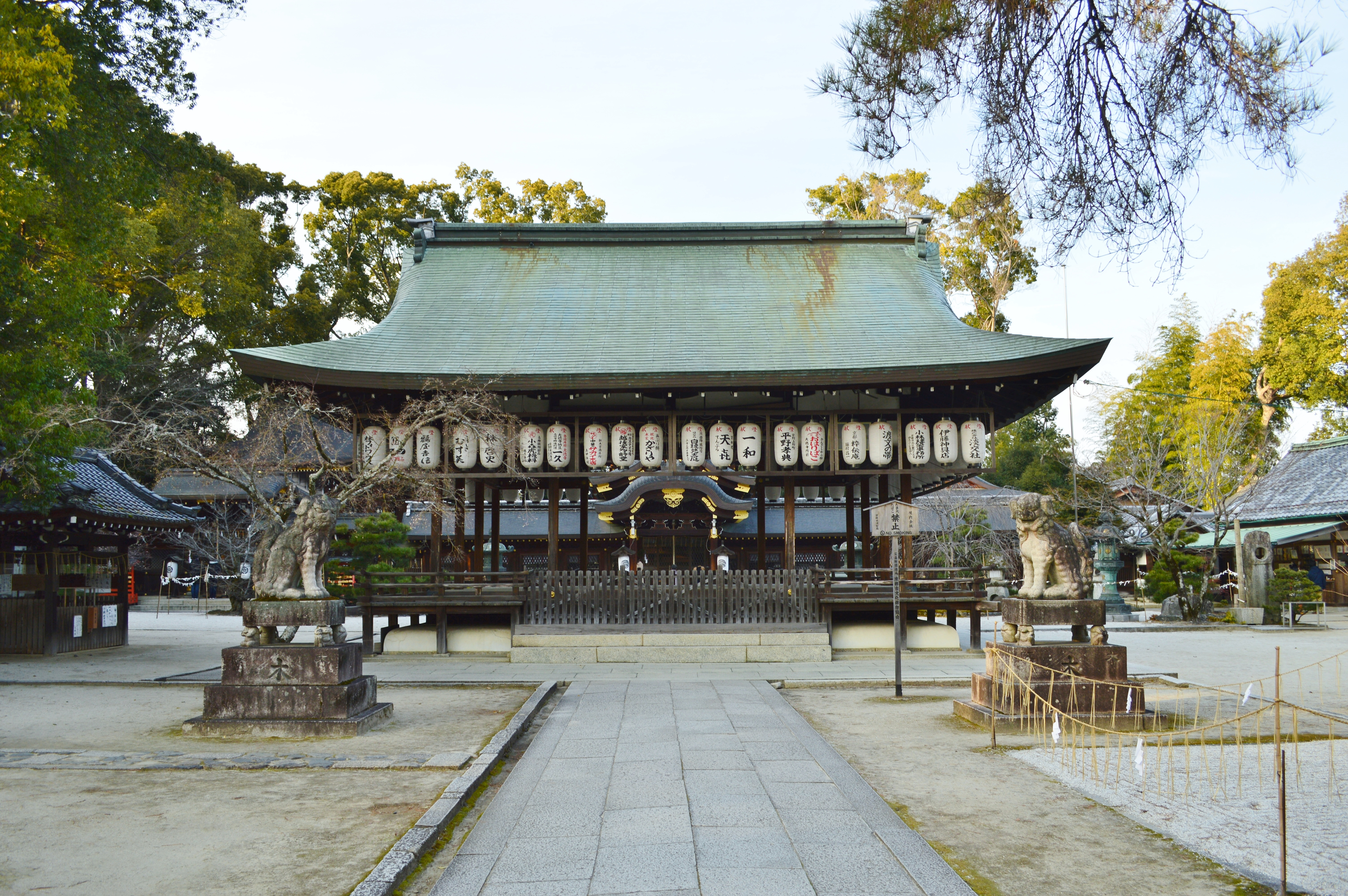
拝殿
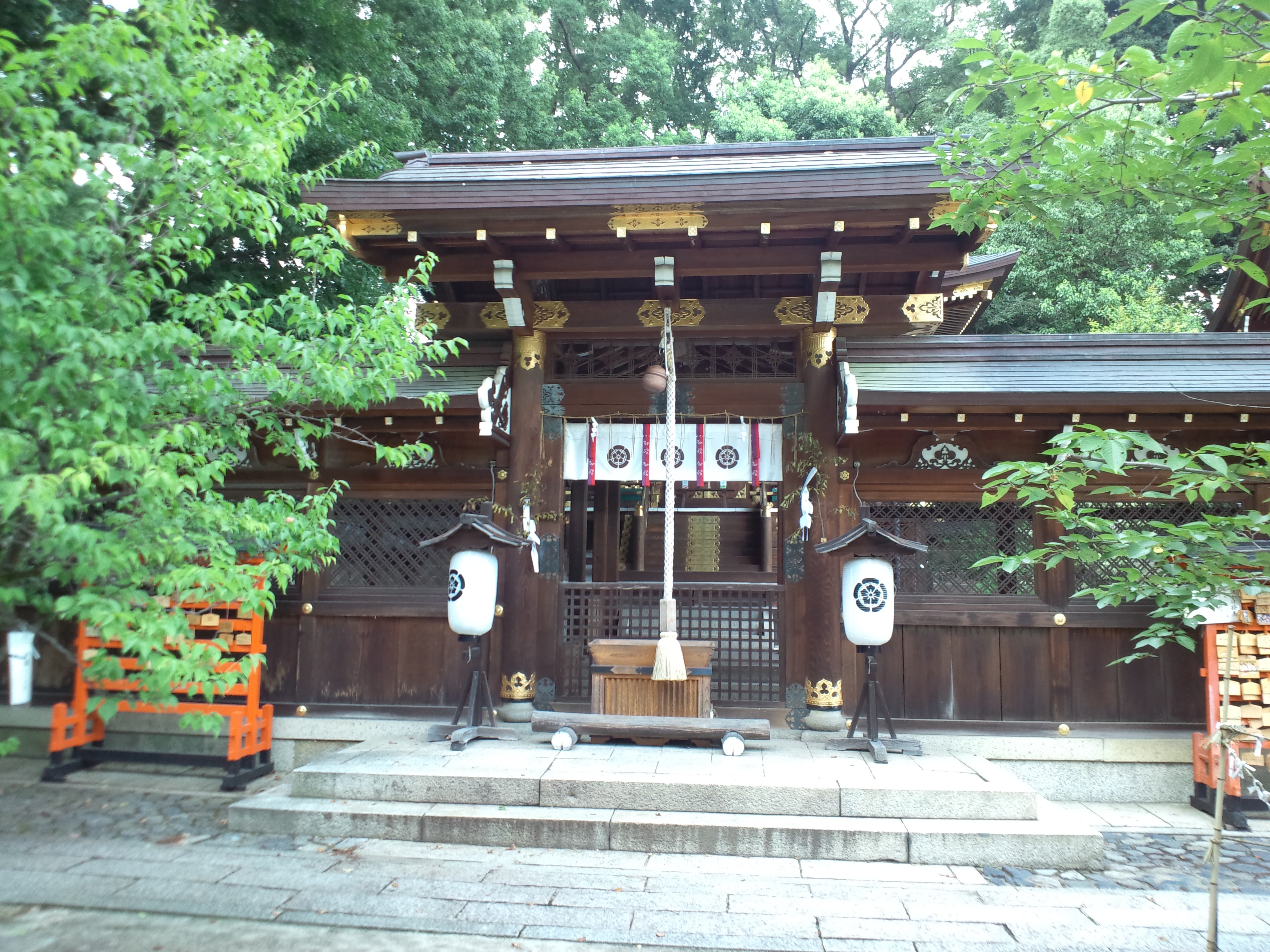
疫神社
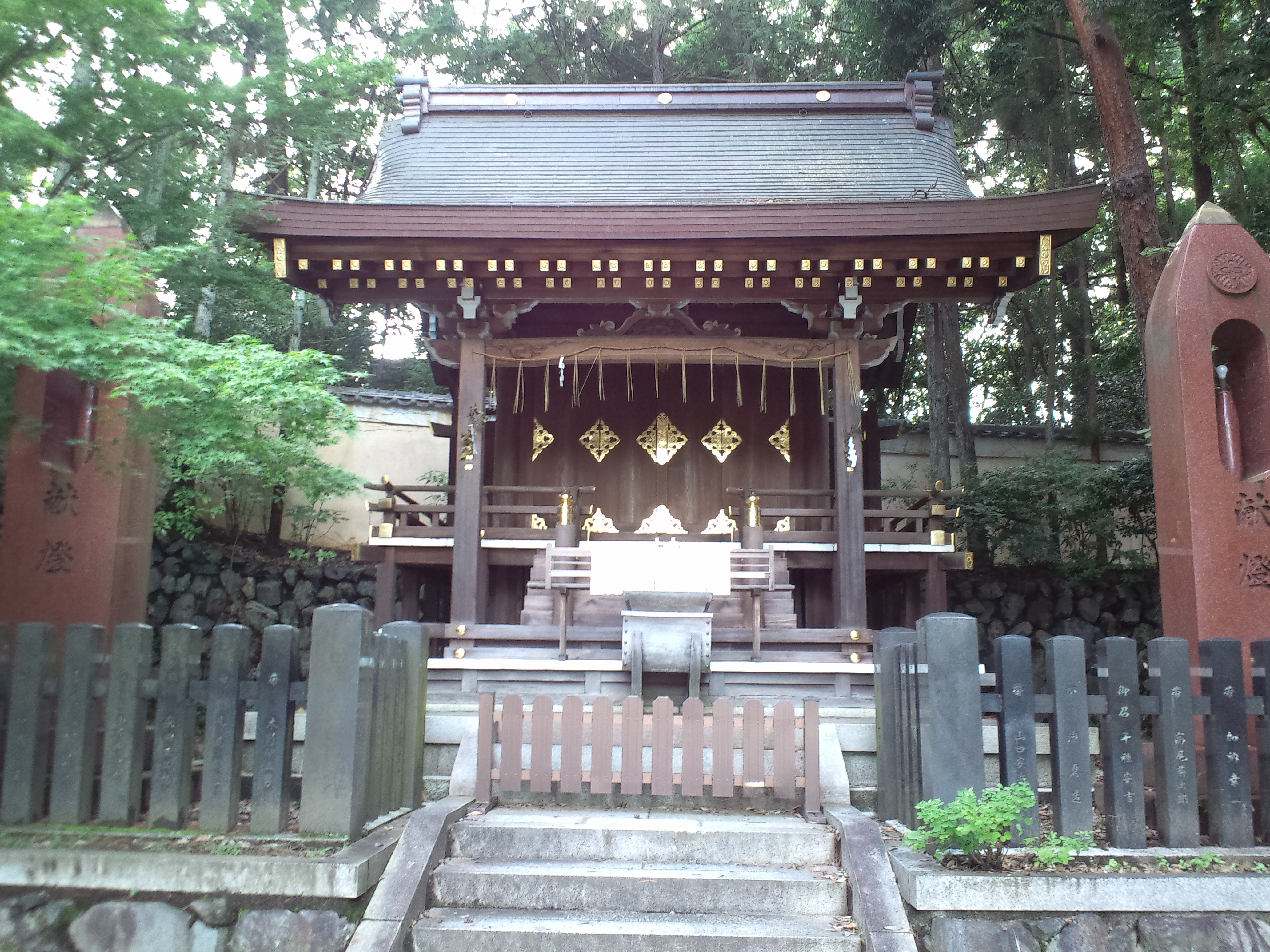
織姫社
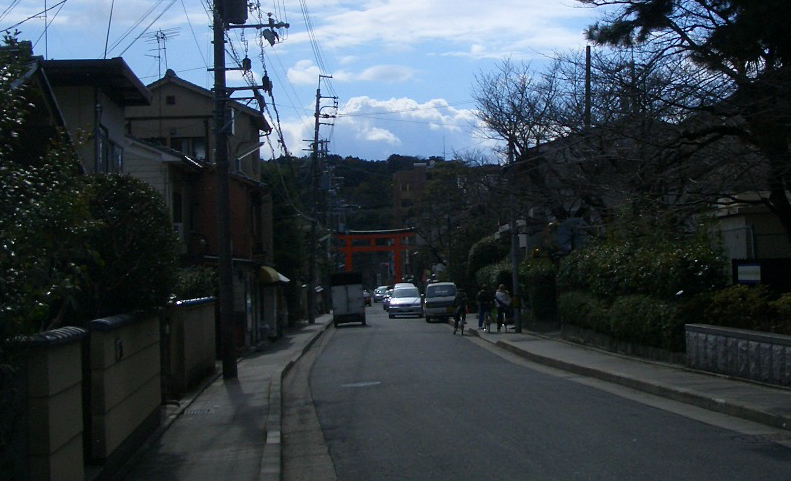
今宮神社から船岡山を望む
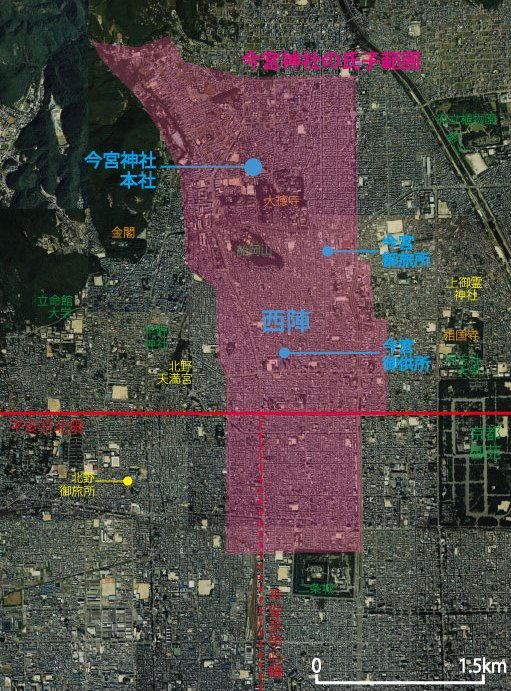
今宮神社の氏子区域（桃色）国土交通省 国土地理院 地図・空中写真閲覧サービスの空中写真を基に作成

## 氏子区域
享保2年（1717年）頃にまとめられた『京都御役所向大概覚書』によると、今宮神社の氏子区域は東が堀川通（ただし小川学区の西側半分を含む）、西は七本松通、南は二条城、北は不明確だがおおむね玄以通である。東側は上御霊神社の氏子区域と、西側南部は北野天満宮の氏子区域と、南側は八坂神社の氏子区域と接しており、西側北部は紙屋川が境界となっていた。現在の行政区でいうと北区の南東部と上京区の西部にあたり、その中心にあるのが西陣地区である。

## 祭礼

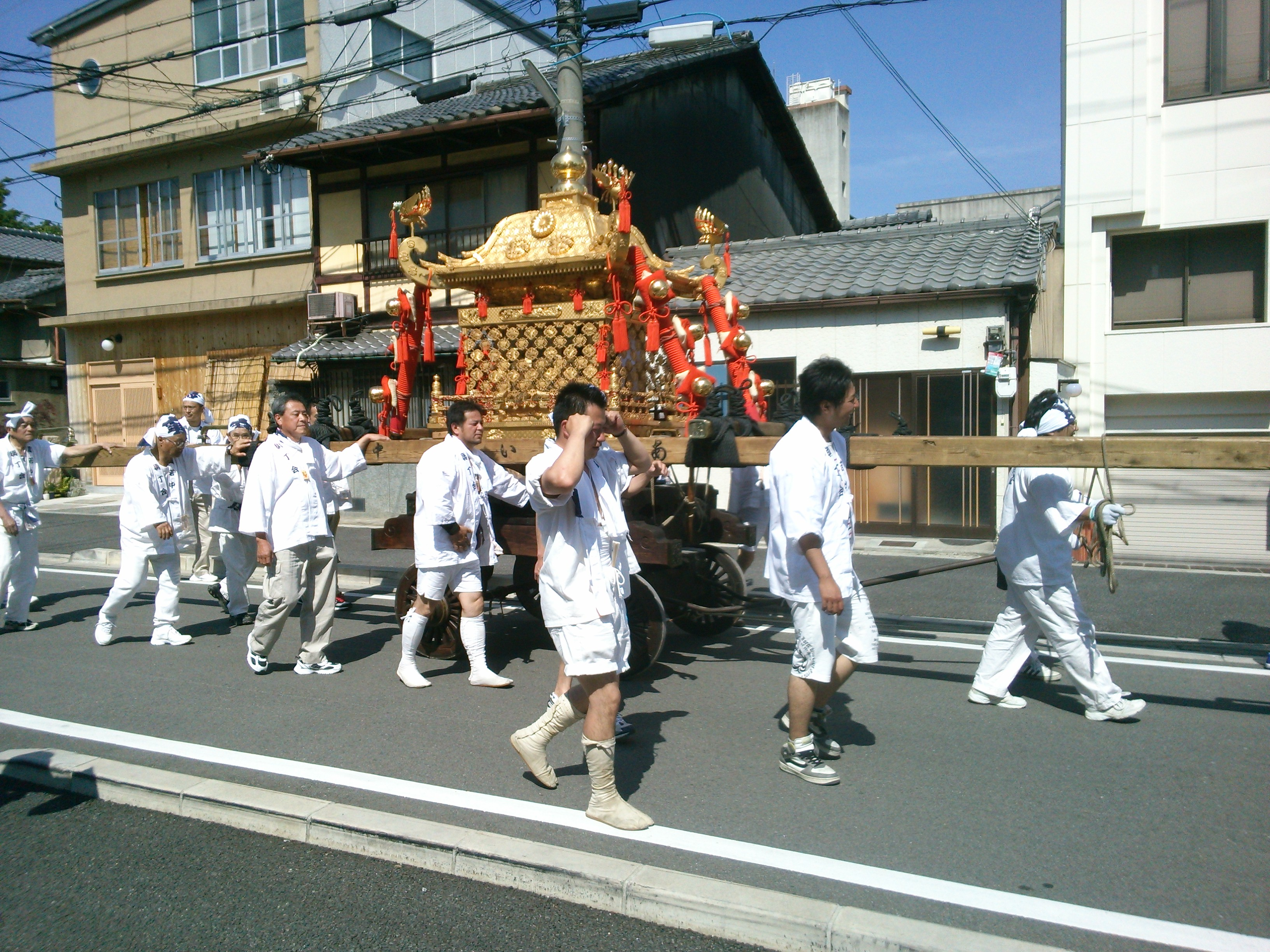
今宮祭での神輿巡幸

やすらい祭（夜須礼祭）
4月第2日曜日に行われる。「やすらい花」として国の重要無形民俗文化財に指定され、京都の三大奇祭のひとつに数えられる。今宮祭同様に御霊会を起源とする農村部の祭礼である。
今宮祭
5月に行われる祭礼であり、神輿出し（5月1日）、神幸祭（しんこうさい、5月5日）、還幸祭（かんこうさい、5月15日付近の日曜日）、神輿おさめ（5月19日）の順に行われる。やすらい祭同様に御霊会を起源とする都市（西陣地区）の祭礼である。
祭の開催に合わせて、2014年（平成26年）より、御旅所の能舞台で「能舞台フェスタ」が開催されている。
例祭（例大祭）
10月8日・9日に行われる。

## 文化財

### 重要文化財
- 線彫四面仏石（考古資料） - 天治2年（1125年）在銘。銘がある石仏では最古のものである。かつて境内にあった多宝塔の本尊。京都国立博物館寄託。

### 重要無形民俗文化財
- やすらい祭（夜須礼祭） - 重要無形民俗文化財指定名称は「やすらい花」。

### 国登録有形文化財
以下の32件の建造物が2018年（平成30年）3月27日付けで国の登録有形文化財に登録されている。
- 本殿 明治35年（1902年）
- 幣殿・拝所・廻廊 明治35年（1902年）
- 拝殿 元禄7年（1694年）建、弘化3年（1846年）改修
- 本殿築地塀 明治時代後期
- 神楽殿 天保10年（1839年）建、明治時代後期改修
- 絵馬舎 寛政12年（1800年）
- 祭器庫 江戸時代後期建、大正時代後期移築
- 神輿庫 大正時代後期
- 手水舎 元禄7年（1694年）
- 楼門 大正15年（1926年）
- 楼門東廻廊 大正15年（1926年）
- 楼門西廻廊 大正15年（1926年）
- 東門 明治14年（1881年）
- 東門南北築地塀 明治14年（1881年）
- 疫神社本殿 1908年（明治41年）頃
- 疫神社渡廊・門・廻廊 1908年（明治41年）頃
- 若宮社本殿 元禄7年（1694年）
- 若宮社拝殿 元禄7年（1694年）
- 若宮社門・透塀 元禄7年（1694年）
- 地主社本殿 天保13年（1842年）
- 地主社拝所・透塀 天保13年（1842年）
- 月読社本殿 明治43年（1910年）
- 月読社拝所・透塀 明治43年（1910年）
- 八社 元禄7年（1694年）頃
- 八幡社 江戸時代後期
- 大将軍社本殿・拝所 元禄8年（1695年）頃
- 日吉社 江戸時代後期
- 宗像社 元禄7年（1694年）頃
- 御旅所鏡の間 江戸時代末期
- 御旅所権殿社 寛政7年（1795年）
- 御旅所神輿奉安殿 昭和20年（1945年）
- 御旅所能舞台 寛政7年（1795年）

※上記建造物のうち、「御旅所」は京都市上京区大宮通北大路下る若宮横町に所在。

## 前後の札所
神仏霊場巡拝の道
95 北野天満宮　-　96 今宮神社　-　97 宝鏡寺

## 名物

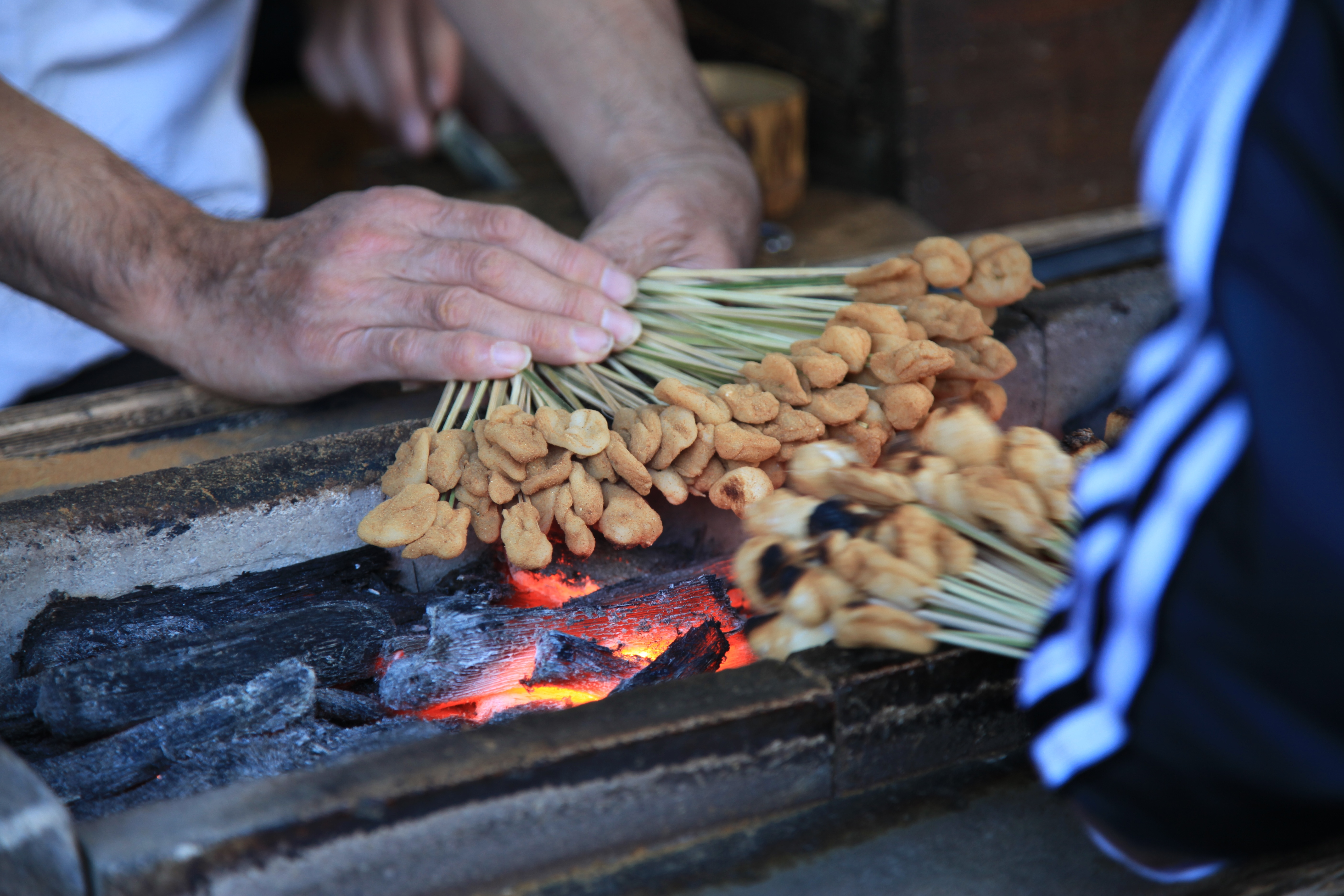
「かざりや」のあぶり餅

あぶり餅
祭事で用いられた竹や供え餅を、参拝する人々に厄除けとして提供したのが始まりとされる。東門の門前に参道をはさんで、「一文字屋和輔」（いちもんじやわすけ）と「かざりや」の2軒の店が建つ。一文字屋和輔は1000年の、かざりやは江戸時代初期の創業と伝わる。
親指大にちぎった餅にきな粉をまぶし、竹串に刺したものを備長炭であぶって、白味噌のたれをかける。2軒とも保存料は用いず、販売は店頭に限定している。定休日も同じだが、白味噌は2軒で異なるものを用いている。常に周囲に香ばしい匂いを漂わせ、客の注文を受けてから餅をあぶり始める。
今宮市手作りフリーマーケット
地域のコミュニケーションを図る目的で、毎月1日に境内で開催される。古道具、日用雑貨や衣類など、手作りの商品を中心に出品されている。
阿呆賢さん
「神占石」ともいわれる霊石で、掌で撫でたうえで石を持ち上げ、その際に軽く感じられれば、願いがかなうとされる。

## 交通
京都市営バス46号系統「今宮神社前」下車すぐ。1・12・M1・204・205・206・北8号系統「船岡山」下車徒歩7分。